# Buena Vista de los Aires
Buena Vista de los Aires är en ort i Mexiko.   Den ligger i kommunen José Joaquín de Herrera och delstaten Guerrero, i den sydöstra delen av landet, 220 km söder om huvudstaden Mexico City. Buena Vista de los Aires ligger 1 998 meter över havet och antalet invånare är 265.
Terrängen runt Buena Vista de los Aires är huvudsakligen kuperad, men åt sydväst är den bergig. Buena Vista de los Aires ligger uppe på en höjd. Runt Buena Vista de los Aires är det ganska glesbefolkat, med 39 invånare per kvadratkilometer. Närmaste större samhälle är Nejapa, 19,7 km nordväst om Buena Vista de los Aires. I omgivningarna runt Buena Vista de los Aires växer huvudsakligen savannskog.